# Acre (rzeka)
Acre (port. Rio Acre) – rzeka w zachodniej Brazylii o długości 650 km. Acre bierze swój początek przy granicy z Peru, którą następnie biegnie aż do trójstyku z Boliwią, gdzie kontynuuje swój bieg granicą brazylijsko-boliwijskią aż do miejscowości Cobija. Kończy swój bieg wpadając do Rio Purus.
W XIX w. rzeka miała duże znaczenie przy eksploatacji drzew kauczukowych.